# Doryctes philippinensis
Doryctes philippinensis är en stekelart som först beskrevs av William Harris Ashmead 1904.  Doryctes philippinensis ingår i släktet Doryctes och familjen bracksteklar. Inga underarter finns listade i Catalogue of Life.